# Літературна премія «Кобзар»
Літературна премія «Кобзар» — літературна премія, яка надається кожні два роки за канадські літературні твори присвячені темі канадських українців. Розмір премії складає 25000 канадських доларів. Премія надається в одному з жанрів: документальна література, белетристика, поезія, дитяча література, п'єси, сценарії та м'юзікли. Премія була заснована 2003 року Українсько-канадською фундацією ім. Тараса Шевченка, а перше нагородження відбулося 2006 року.

## Переможці
- 2006: Денні Щур, мюзікл «Удар» (Danny Schur[en], Strike: The Musical[1]) та Лаура Ленгстон, «Мрія Лесі» (Laura Langston, Lesia's Dream[1])
- 2008: Дженіс Кулик-Кіфер, «Бібліотека для жінок» (Janice Kulyk Keefer, The Ladies' Lending Library)
- 2010: Ренделл Меггс «Нічна робота: Поезії Савчука» (Randall Maggs[en], Night Work: The Sawchuk Poems[2])
- 2012: Шенді Мітчел, «Під цим нерозбитим небом» (Shandi Mitchell[en], Under This Unbroken Sky[3][4])
- 2014: Даєн Флекс за участі Андрій Тарасюк та Люба Гой, п'єса «Люба, просто Люба» (Diane Flacks[en], playwright, in collaboration with Andrey Tarasiuk and Luba Goy for the play Luba, Simply Luba[5])